# Рата (река)
Ра́та (укр. Рата) — река на востоке Польши и на западе Украины, истоки реки расположены на территории Подкарпатского воеводства, основное течение на территории Львовской области. Левый приток Западного Буга (бассейн Вислы).

## Описание
Берёт начало возле села Верхрата в Польше, далее течёт на восток, на Расточье и протекает по заболоченной Надбужанской котловине. Длина реки — 76 км, площадь её водосборного бассейна — 1790 км², ширина русла до 30 м.
Основными притоками Раты являются Телица, Мощанка, Белая, Свинья, Желдец (правые) и Болотня (левый).
Минерализация воды р. Рата (с. Межиречье) в среднем составляет: весеннее половодье — 414 мг/дм³; летне-осенняя межень — 433 мг/дм³; зимняя межень — 476 мг/дм³.
На Рате стоят города Рава-Русская и Великие Мосты.